# الحرب الروسية الفارسية (1651-1653)

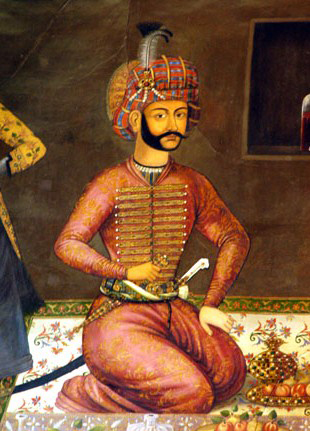
الشاه عباس الثاني

الحرب الروسية الفارسية (1651 - 1653) وهي نزاع مسلح في شمال القوقاز، يرتبط مع خطط الصفويين لتعزيز مكانتهم في المنطقة واستبعاد روسيا, شنت القوات الصفوية وحلفائها ( والي داغستان،و خان دربند) عدة حملات على الأراضي التي تسيطر عليها روسيا. في 1653 قام القيصر أليكس الأول والحكومة الروسية، واللذان فكرا بإرسال قوات القوزاق الزبوريشين الموالين لروسية ولكن لم يريدا تفريق قواتهما، لذلك أرسلا سفارة إلى بلاد فارس للتوصل إلى تسوية سلمية للصراع. وافق الشاه عباس الثاني، مشيرا إلى أن الصراع بدأ دون موافقته.

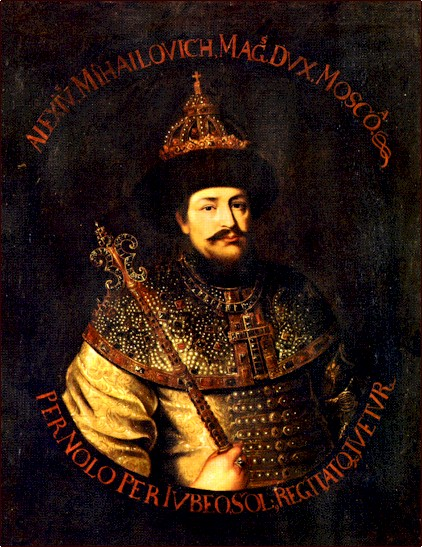
أليكس الأول قيصر روسيا

## الحروب الأخرى
الوضع لم يكن مؤاتيا لكلا الدولتين. قوات إمبراطورية مغول الهند هاجمت الحدود الشرقية لبلاد فارس وحاصرت قندهار. الفرس لا يمكن لهم المحاربة على جبهتين لذلك فضلت السلام,وروسيا التي كانت تستعد للحرب على بولندا و بدء الحرب الروسية البولندية (1654 - 1667). في أغسطس 1653 من أستراخان إلى إيران غادرت السفارة بقيادة الأمير ايفان لوبونوف روستوف وكيلا ايفان كومينين . في أبريل 1654 اجتمع السفراء مع الشاه في إيران. نتيجة المفاوضات وانتهت الحرب الروسية الإيرانية. في أكتوبر 1654 رجعت «السفارة الكبيرة» إلى روسيا.

## العواقب
سقوط قلعة سوسنسكي أدى إلى تعزيز موقف بلاد فارس. الشاه زاد الضغط على المرتفعات لتثبيت سلطته، وأعلن في 1658 بناء اثنين من الحصون على أراضي الكميك . أثار هذا احتجاجاً حاداً بين سكان المرتفعات الذين تمردوا,شهدت بعد ذلك القوقاز الكثير من الحروب بين الفرس و الروس و العثمانيين لضم الأراضي و السيطرة على بحر قزوين.